# Vișeu de Sus
Vișeu de Sus (deutsch Oberwischau, ungarisch Felsővisó, jiddisch Ojberwischo) ist ein Ort im nördlichen Rumänien im Kreis Maramureș. Die 1956 zur Stadt erhobene Gemeinde liegt am Zusammenfluss des namensgebenden Flusses Vișeu mit der Vaser. Sie umfasst außer der Stadt im engeren Sinne noch die Ortschaft Vișeu de Mijloc. Im Jahr 2002 hatte Vișeu de Sus 15.944 Einwohner, Vișeu de Mijloc 3.223. Gemessen an der Fläche ist Vișeu de Sus die zweitgrößte Stadt in Rumänien.
Bekannt ist der Ort besonders durch die Karpatenwaldbahn (Wassertalbahn), die von Vișeu de Sus auf einem etwa 40 km langen Schienennetz bis zur ukrainischen Grenze führt.

## Geographie und Wetter
Vișeu de Sus liegt 427 Meter über dem Meeresspiegel und umfasst ein Gebiet von rund 44.000 Hektar Land. Das Klima ist kontinental, mit warmen Sommern (wärmster Monat Juli mit durchschnittlich 20 Grad) und kalten Wintern (an etwa 69 Tagen im Jahr liegen im Mittel 15 Zentimeter Schnee).
Bereits einige Male wurde Vișeu de Sus von Hochwasser heimgesucht. So rissen zuletzt am 27. Juli 2008 Wassermassen Brücken und Häuser der Stadt weg. Auch die Wassertalbahn war schwer betroffen.

## Geschichte
Oberwischau wurde nach unterschiedlichen Angaben das erste Mal im Jahre 1362 oder 1385  erwähnt. 1778 ließen sich dort Waldarbeiter vor allem aus dem oberösterreichischen Salzkammergut um Gmunden und Bad Ischl nieder, die mit den zuvor in Deutsch-Mokra angetroffenen Verhältnissen unzufrieden waren, aber auch Holzfäller aus Salzburg und Tirol. 1796 bis 1798 und/oder 1812 folgten Siedler aus der Oberzips, vor allem aus Hopgarten. Die Zipser Sachsen (siehe Zipser in Rumänien) wohnten lange Zeit in einem eigenen Stadtteil, der sogenannten Zipserei. Wegen arbeitspolitischer Konflikte mieden sich die beiden Gruppen lange Zeit, was zu einem anhaltenden Nebeneinander zweier deutscher Mundarten führte, nämlich einer verkehrssprachlich orientierten mittelbairischen und einer schlesisch-hopgartnerischen, genannt Zäpsersch, die sich erst im 20. Jahrhundert zu mischen begannen. Um 1970 war die schlesische Mundart schließlich ausgestorben. Das vor allem mittelbairisch-oberösterreichisch basierte Oberwischaudeutsch mit geringen Zäpserschen Restelementen wird bis heut im Ort gesprochen.

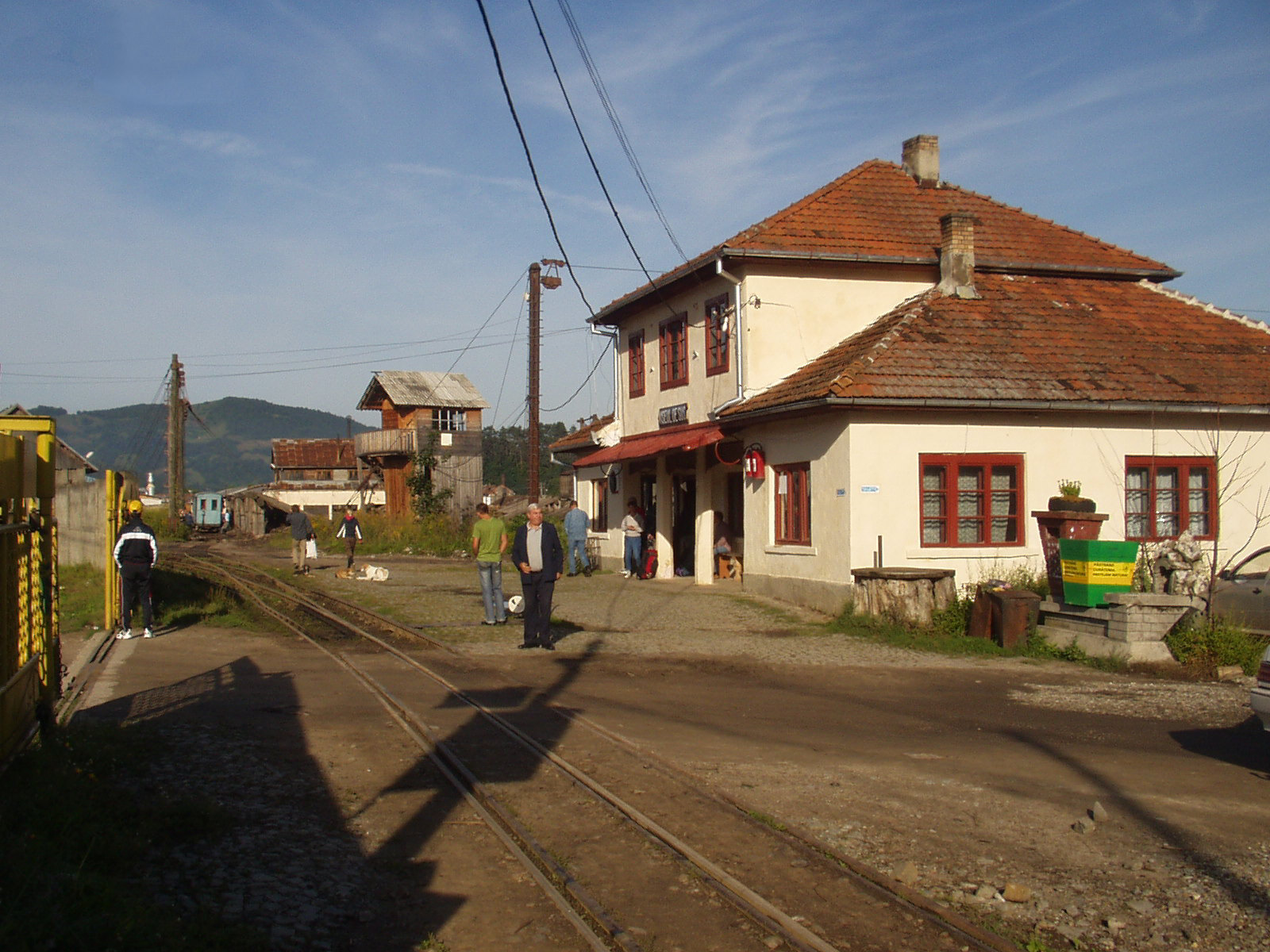
Der Bahnhof der Wassertalbahn in Oberwischau
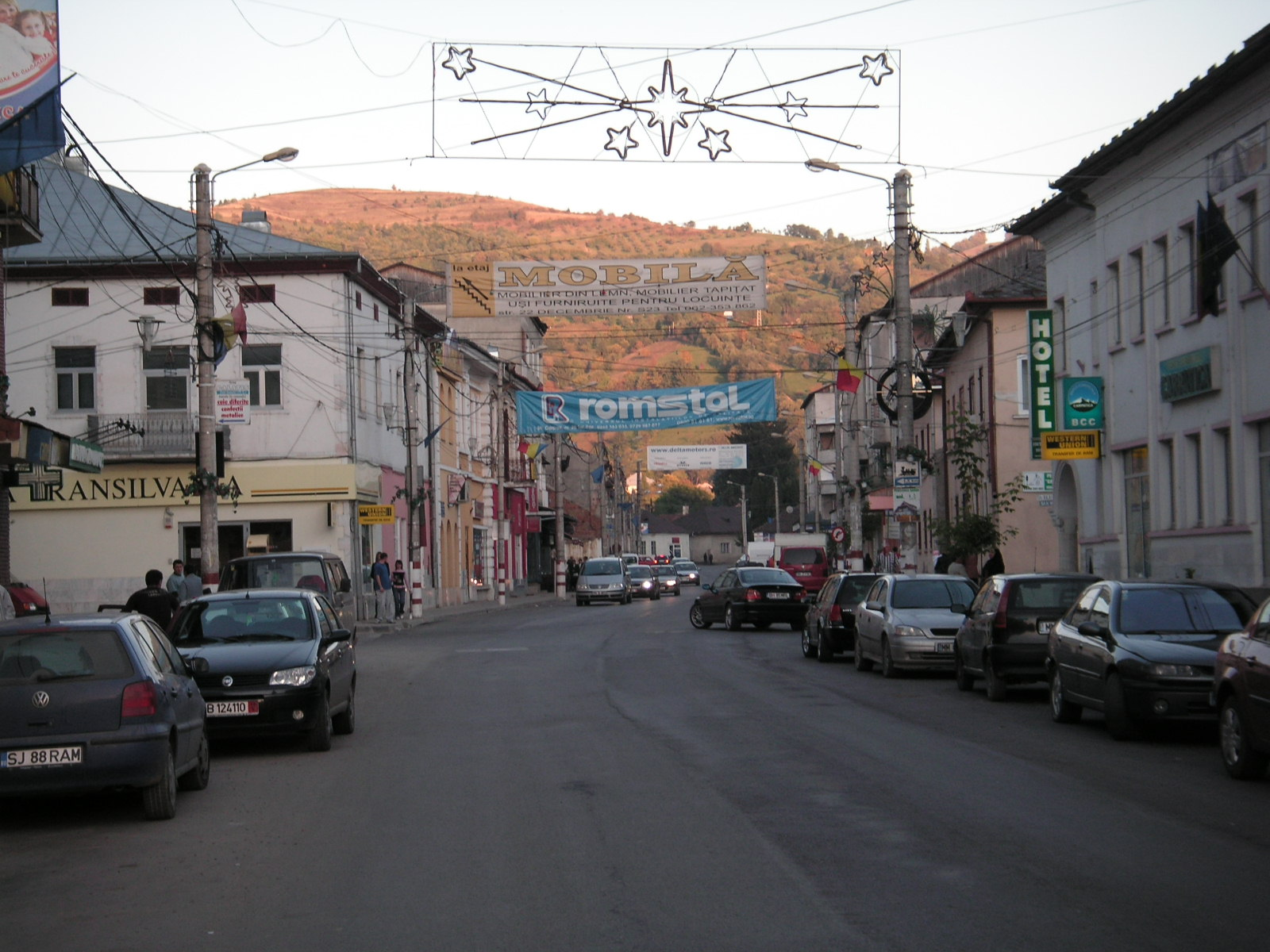
In der Stadt
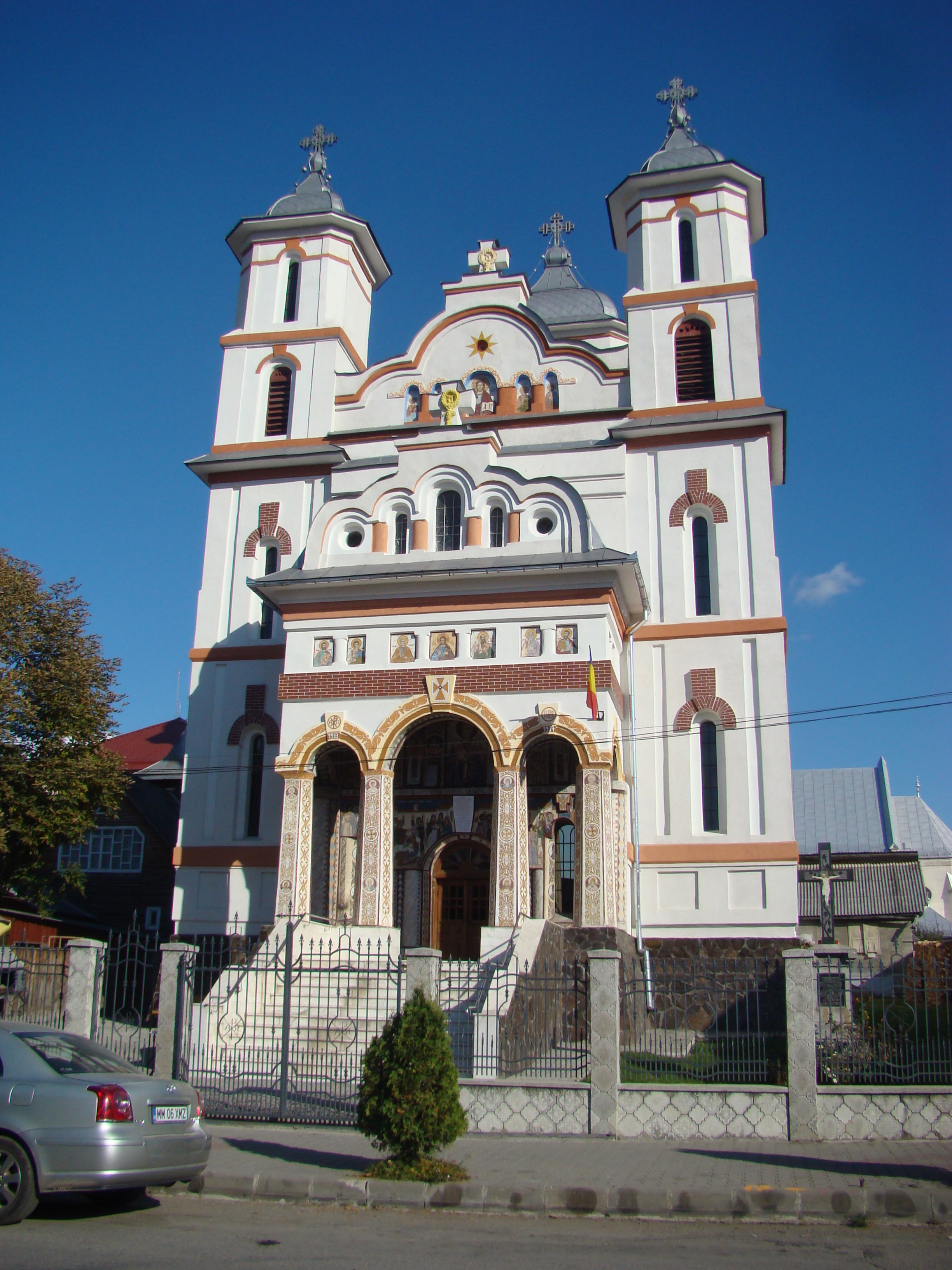
Orthodoxe Nikolaikirche
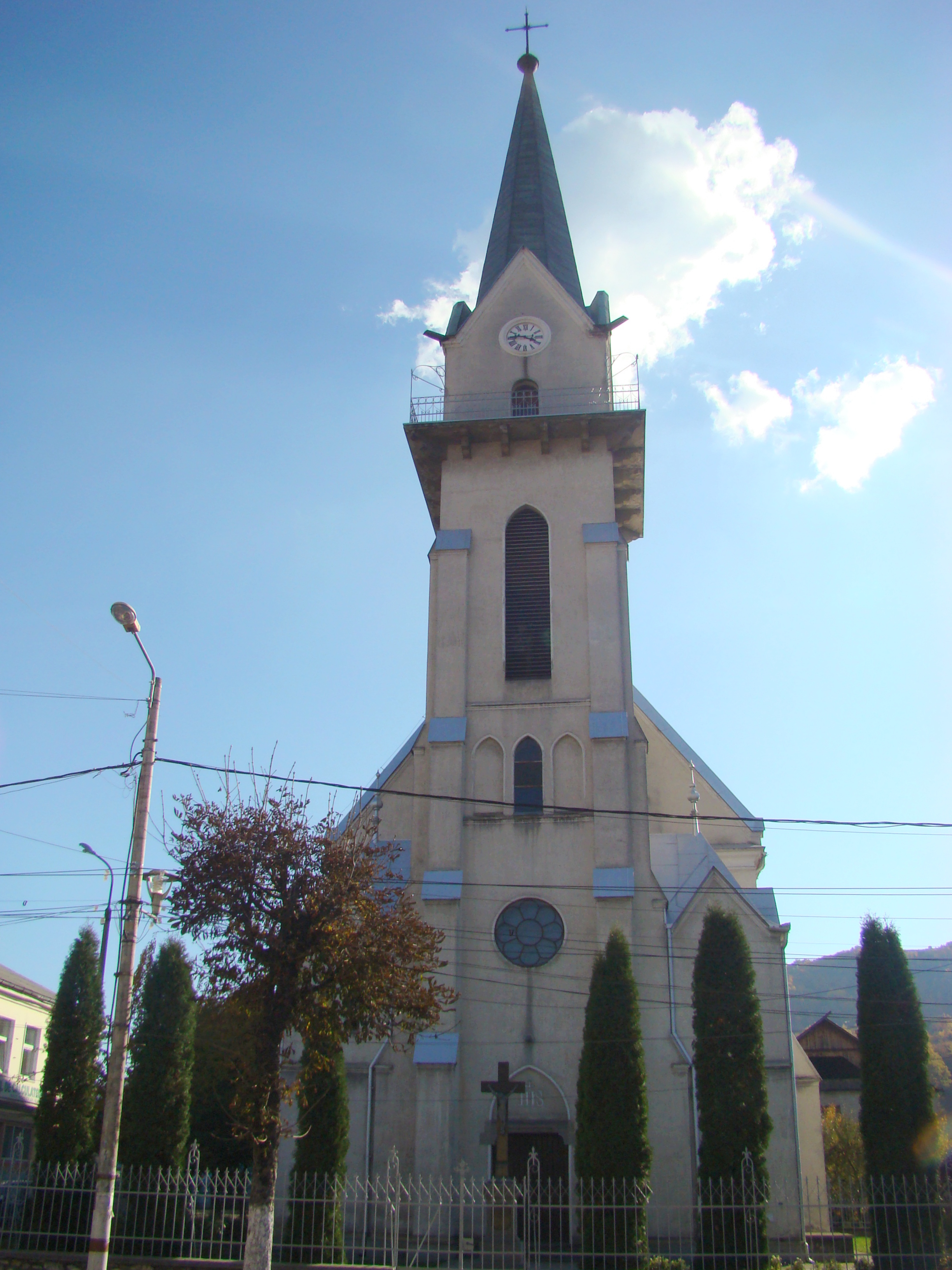
Katholische Kirche St. Anna

## Söhne des Ortes
- László Ferenczy (1898–1946), Polizeioffizier, Täter der Schoah
- Anton-Joseph Ilk (* 1951), Ethnologe und Schriftsteller
- Thomas Perle (* 1987), Schriftsteller und Dramatiker